# 双翼果科
双翼果科又名双隔果科，只有1属1种，是单种科，只生长在中美洲的热带地区，是当地的特有种。
本科植物是小乔木或灌木，单叶对生或轮生，有托叶；花的花瓣5；果实为蒴果，具有两个内向的半隔膜，种子有毛翅。